# Volker Schwamborn
Volker Schwamborn (* 1944) ist ein deutscher Arzt und pensionierter Sanitätsoffizier der Bundeswehr.
In seiner letzten militärischen Verwendung war er der erste Kommandeur des Sanitätskommandos II.  Zum Generalarzt wurde er am 1. Februar 2002 befördert.
Heute ist er Chefredakteur der Zeitschriften Wehrmedizin und Wehrpharmazie und Medical Corps International Forum (MCIF). Ferner ist er Mitglied im Vereinsbeirat der Freunde der Konzerte auf Schloss Oranienstein.
Am  21. Oktober 2005 wurde er mit der Legion of Merit ausgezeichnet.